# Manettia longipedicellata
Manettia longipedicellata är en måreväxtart som beskrevs av Charlotte M. Taylor. Manettia longipedicellata ingår i släktet Manettia och familjen måreväxter. Inga underarter finns listade i Catalogue of Life.